# Super Team Games
Super Team Games (ファミリートレーナーシリーズ7 大運動会?, Family Trainer: Daiundōkai) è un videogioco multisportivo del 1987 sviluppato da Sonata per Nintendo Entertainment System.

## Modalità di gioco

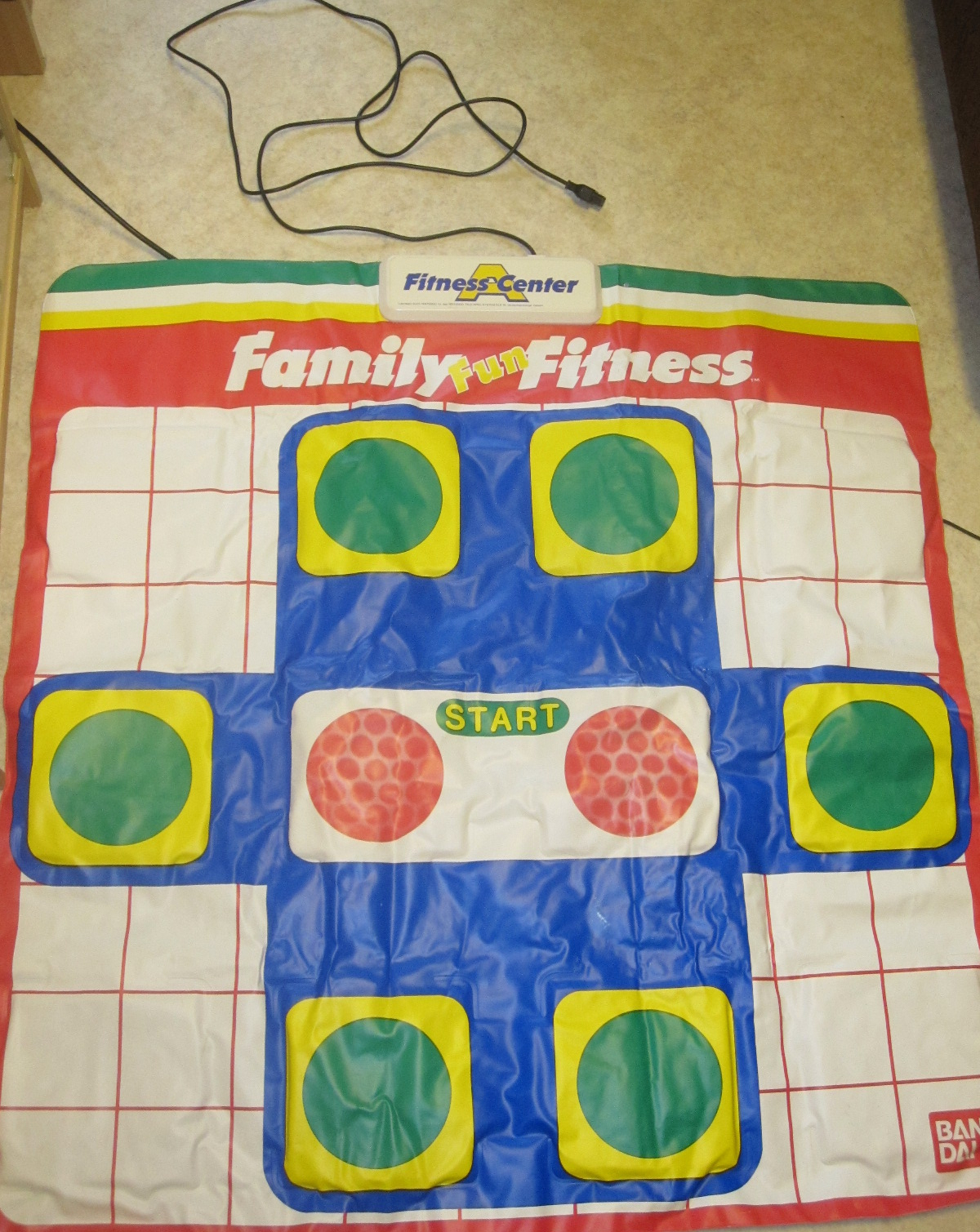
Family Fun Fitness

Super Team Games prevede otto diverse modalità di gioco, che includono lo skateboard e il tiro alla fune, a cui possono partecipare fino a sei giocatori. Sono presenti tre difficoltà di gioco contro il computer.